# Рачки, Мирко
Мирко Рачки (хорв. Mirko Rački; 13 октября 1879, Нови-Мароф, Австро-Венгрия — 21 августа 1982, Сплит, СФРЮ) — хорватский и югославский художник, график, иллюстратор. Член Хорватской академии наук и искусств (1941).

## Биография

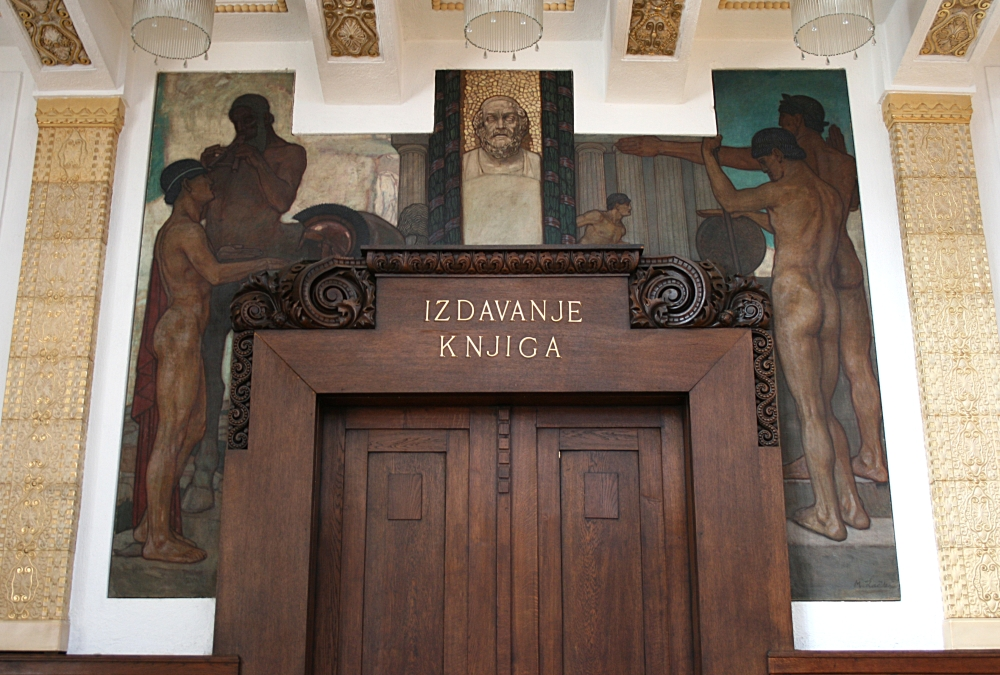
Мирко Рачки. Фреска на здании Хорватского государственного архива

В 1898 году окончил педагогический колледж. В 1901—1903 годах учился в частной художественной школе в Вене. Позже, в академии изобразительных искусств в Праге у В. Буковаца (1903—1905) и Венской академии у В. Унгера (1906).
В 1907—1914 годах жил в Мюнхене. После недолгого пребывания в Риме (1914) поселился в Женеве (1915—1920). С 1920 года жил в Загребе, а с 1980 года — в Сплите .
Проживая за пределами Хорватии, был в постоянном контакте с хорватскими художниками (Изидор Кршняви и Иван Мештрович), работал в духе Венского сецессиона.
В 1941 году М. Рачки был принят в Хорватскую академию наук и искусств. 
Во время Первой мировой войны участвовал в проюгославских выставках за границей, а по возвращении на родину отошел от политики и художественной жизни. Вёл уединенный образ жизни, редко выставляясь; был более активен в общественной жизни вскоре после Второй мировой войны. Работал директором Галереи Модерн в Загребе (1946).
Наиболее заметные работы М. Рачки связаны с иллюстрированием «Божественной комедии» Данте, которыми он занимался до конца своей жизни.
Некоторые его произведения были опубликованы в коллекционном издании «Божественной комедии» 1934 года в Бергамо. Ретроспективная выставка художника состоялась в 1970 году в Загребе.
Похоронен в Загребе на кладбище Мирогой.

## Награды
- Премия Владимира Назора в области изобразительного искусства и декоративно-прикладного искусства (1966)